# Moosonee
Moosonee ist eine Siedlung mit knapp 1500 Einwohnern (Stand: 2016) im Norden Ontarios, Kanada. Der Ort wurde im Jahre 1903 als Stützpunkt der französischen Pelzhandelsfirma Revillon Frères in Konkurrenz zur Hudson’s Bay Company gegründet.
Das Dorf beherbergt ein kleines Krankenhaus, eine Lodge (Hotel), einige Läden und die auf einer Insel im Moose River gelegene Moose Factory, einen alten Stützpunkt englischer Trapper. Die einheimischen Cree machen 80 Prozent der Bevölkerung aus.
Auf einer der im Fluss der Siedlung vorgelagerten Insel, Moose Factory Island, befand sich von 1906 bis 1976 die „Bishop Horden Hall Indian Residential School“ (auch bekannt als „Moose Fort Indian and Eskimo Residential School“). Als 1920 der Schulbesuch für alle Kinder zwischen 7 und 15 Jahren in ganz Kanada obligatorisch wurde, wurde das System der Residential Schools eingeführt. In freiwilliger Trägerschaft bestanden viele dieser Schulen jedoch schon ab der zweiten Hälfte des 19. Jahrhunderts. Dieses Schulsystem sollte anfangs zu einem der Haupthebel der Integrationspolitik werden. In der Residential School wurde bei schweren Strafen darauf gedrungen, dass die Kinder ihre Sprache nicht benutzten, sondern Englisch sprachen. Auch andere kulturelle Handlungen/Äußerungen waren strikt untersagt. Allgemein kam es in diesen Schulen, welche in der Regel von kirchlichen Organisationen betrieben wurden, auch zu Tausenden von Übergriffen auf die Schüler und zu einer hohen Sterblichkeitsrate. Bis 1969 wurde die Schule durch die Anglikanische Kirche von Kanada betreut, bevor dann bis zur Schließung die Betreuung dem kanadischen Staat oblag.

## Geografie
Moosonee liegt am Moose River, einem etwa 80 km langen Fluss, der sich aus den Flüssen Mattagami und Missinaibi speist. Das Dorf Moosonee selbst liegt nicht weit von der zur Hudson Bay gehörenden James Bay entfernt, in die der Moose River mündet.

## Verkehr
Moosonee hat keine Straßenverbindung. Die letzte Straße endet in Otter Rapids, 140 km südlich von Moosonee. Die Siedlung ist per Wassertaxi mit der nahegelegenen Stadt Moose Factory verbunden.
Die Siedlung besitzt einen kleinen Hafen (den südlichsten der Hudson Bay), einen Landeplatz für Flugzeuge, sowie den Endbahnhof der von der Ontario Northland Transportation Commission betriebenen Eisenbahnstrecke von Cochrane nach Moosonee. Der Bahnhof ist für die Versorgung des Ortes wichtig und wird vom Polar Bear Express fünfmal pro Woche angefahren. Der Flugplatz ist in das Streckennetz der Air Creebec eingegliedert. Die Kleinflugzeuge fliegen von Timmins nach Moosonee, und es gibt Anschlussflüge nach Fort Albany, Kashechewan, Attawapiskat und Peawanuck in Ontario und Waskaganish (auch Rupert’s House) in Québec.

## Sehenswürdigkeiten
Neben einem Zweig des Northern College of Applied Arts and Technology sind hier das Kanadische Ministerium für Naturschutz, das Rail Car and Revillon Frères Museum und Organisationen für Kanutouren auf umliegenden Gewässern vertreten.